# هوب روبرتسون
هوب روبرتسون (بالإنجليزية: Hope Robertson)‏ هو مدرب كرة قدم ولاعب كرة قدم بريطاني في مركز الدفاع، ولد في 17 يناير 1868 في المملكة المتحدة، وتوفي في 1947 في جوول في المملكة المتحدة. لعب مع نادي أرسنال ونادي إيفرتون ونادي بارتيك ثيسل ونادي والسول وBootle F.C. (1879) ‏.